# Ischnochiton falcatus
Ischnochiton falcatus är en blötdjursart som beskrevs av Hull 1912. Ischnochiton falcatus ingår i släktet Ischnochiton och familjen Ischnochitonidae. Inga underarter finns listade i Catalogue of Life.